# Ванцель, Пьер Лоран
Пьер Лора́н Ванце́ль (фр. Pierre Laurent Wantzel, 5 июня 1814, Париж — 21 мая 1848, Париж) — французский математик, получивший известность строгим доказательством неразрешимости древних задач удвоения куба и трисекции угла.

## Биография
Ванцель родился в семье армейского офицера. В 1821 году отец ушёл из армии, занялся научной работой и вскоре стал профессором прикладной математики в парижской Коммерческой школе (École speciale du Commerce).
Пьер Лоран тоже увлёкся математикой. По воспоминаниям друзей, ещё в детстве он любил обсуждать с отцом математические проблемы.
В 1826 году 12-летний Ванцель поступил в училище École des Arts et Métiers de Châlons, в следующем году переходит в Коллеж Шарлеманя (Collège Charlemagne), который окончил с отличием.

Начало работы Ванцеля о неразрешимости

В 1832—1834 годах учится в Политехнической школе, затем — в Школе мостов и дорог (École des Ponts et Chaussées). Несколько лет служил инженером, затем вернулся в Политехническую школу и стал профессором прикладной механики (1838). С 1841 года также преподаёт в Школе мостов и дорог (в той же должности) и ещё в нескольких учебных заведениях Парижа и пригородов, включая Коллеж Шарлеманя.
В 1837 году публикует свою самую известную работу с доказательством неразрешимости классических задач удвоения куба и трисекции угла . Ванцель также доказал, что с помощью циркуля и линейки невозможно построить правильный многоугольник, у которого число сторон не удовлетворяет условию Гаусса, то есть не разлагается на степень 2 и простые числа Ферма (см. Теорема Гаусса — Ванцеля).
Кроме этой, прославившей его, работы, Ванцель опубликовал ещё около 20 статей по математике, механике и аэродинамике.
Ванцель умер, не дожив до 34 лет, по словам его друга Сен-Венана, от переутомления.